# Fredrik II av Lothringen
Fredrik II av Lothringen, född 1100-talet, död 1213, var regerande hertig av Lothringen från 1206 till 1213.